# Syntretus pumilus
Syntretus pumilus är en stekelart som beskrevs av De Saeger 1946. Syntretus pumilus ingår i släktet Syntretus och familjen bracksteklar. Inga underarter finns listade i Catalogue of Life.